# 부탄의 총리

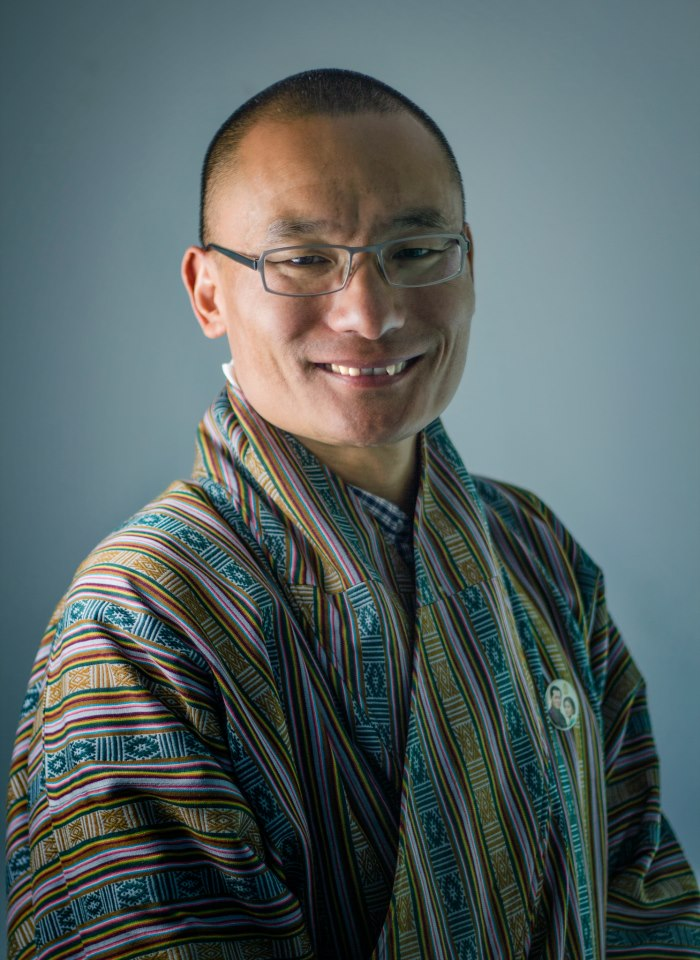
현 총리 체링 톱게

부탄 왕국의 총리(종카어: སྲིད་བློན།)는 부탄의 내각 수반이다. 현재 부탄의 총리는 체링 톱게이다.

## 역대 총리 목록
| 대                                              | 이름                 | 이미지 | 취임일          | 퇴임일           | 소속정당    |
| ----------------------------------------------- | -------------------- | ------ | --------------- | ---------------- | ----------- |
| 1                                               | 우겐 도르지          |        | 1907년          | 1916년           | 무소속      |
| 2                                               | 소남 토프가이 도르지 |        | 1917년          | 1952년           | 무소속      |
| 3                                               | 지그메 팔덴 도르지   |        | 1952년          | 1964년 4월 6일   | 무소속      |
| 공석(1964년 4월 6일 - 1964년 7월 25일)          |                      |        |                 |                  |             |
| 대행                                            | 렌두프 도르지        |        | 1964년 7월 25일 | 1964년 11월 27일 | 무소속      |
| 총리직 폐지(1964년 11월 27일 - 1998년 7월 20일) |                      |        |                 |                  |             |
| 4                                               | 지그메 틴레이        |        | 1998년 7월 20일 | 1999년 7월 9일   | 무소속      |
| 5                                               | 상가이 응게두프      |        | 1999년 7월 9일  | 2000년 7월 20일  | 무소속      |
| 6                                               | 예셰이 짐바          |        | 2000년 7월 20일 | 2001년 8월 8일   | 무소속      |
| 7                                               | 칸두 왕축            |        | 2001년 8월 8일  | 2002년 8월 14일  | 무소속      |
| 8                                               | 킨장 도르지          |        | 2002년 8월 14일 | 2003년 8월 30일  | 무소속      |
| 9                                               | 지그메 틴레이        |        | 2003년 8월 30일 | 2004년 8월 18일  | 무소속      |
| 10                                              | 예셰이 짐바          |        | 2004년 8월 18일 | 2005년 9월 5일   | 무소속      |
| 11                                              | 상가이 응게두프      |        | 2005년 9월 5일  | 2006년 9월 7일   | 무소속      |
| 12                                              | 칸두 왕축            |        | 2006년 9월 7일  | 2007년 7월 31일  | 무소속      |
| 13                                              | 킨장 도르지          |        | 2007년 7월 31일 | 2008년 4월 9일   | 무소속      |
| 입헌군주제 시행 이후                            |                      |        |                 |                  |             |
| 14                                              | 지그메 틴레이        |        | 2008년 4월 9일  | 2013년 4월 28일  | 부탄 조화당 |
| 대행                                            | 소남 톱게            |        | 2013년 4월 28일 | 2013년 7월 27일  | 무소속      |
| 15                                              | 체링 톱게            |        | 2013년 7월 27일 | 2018년 8월 9일   | 국민민주당  |
| 대행                                            | 체링 왕축            |        | 2018년 8월 9일  | 2018년 11월 7일  | 무소속      |
| 16                                              | 로타이 체링          |        | 2018년 11월 7일 | 2023년 11월 1일  | 부탄 협동당 |
| 대행                                            | 초걀 다고 리그진     |        | 2023년 11월 1일 | 2024년 1월 28일  | 무소속      |
| 17                                              | 체링 톱게            |        | 2024년 1월 28일 | 현재             | 국민민주당  |